# Evald Hermaküla
Evald Hermaküla (Jõelähtme, Harjumaa, 6 de dezembro de 1941 – Tallinn, 16 de maio de 2000) foi um ator estoniano do cinema, teatro e da televisão.
Filmografia
- Õnne 13 (1993) (série de TV)
- Surmatants (inglês: Dance Macabre) (1991)
- Teenijanna (1990)
- Regina (1990)
- Doktor Stockmann (1989)
- Ringhoov (1987)
- Õnnelind flamingo (1986) (TV)
- Saja aasta pärast mais (1986)
- Naerata ometi (inglês: Well, Come On, Smile) (1985)
- Puud olid... (inglês: There Were the Trees...) (1985)
- Souchastie v ubiystve (1985)
- Tuulevaikus (1971)
- Risk (1970)
- Libahunt (1968)
- Tütarlaps mustas (1966)
- Me olime kaheksateistkümneaastased (1965)
- Mäeküla piimamees (inglês: Milkman in Mäeküla) (1965)